# 千秋街道
千秋街道位於現在中國安徽省天長市區，按中華人民共和國的區域規劃，屬第四級的街道辦事處。天長街道於宋史及儒林外史中稱天長縣城。
宋史记载宋光宗三月甲戌，修天長縣城。
2020年3月，原天长街道分为千秋和广陵街道。千秋街道辖千秋、安康、园林、同心、长泰、胭脂山、西湖、净业、永安9个社区和戴坝村，区域面积50.45平方公里，其中城区规划面积23平方公里，人口121659人。